# Jesús Valentín
Jesús Miguel Valentín Rodríguez (ur. 15 października 1991 w Las Américas) – hiszpański piłkarz występujący na pozycji obrońcy w Córdobie.